# Dahret Cabari
Dahret Cabari är en ö i Eritrea. Den ligger i den nordöstra delen av landet, 160 km nordost om huvudstaden Asmara.